# Бетанкур, Августин Августинович
Августи́н де Бетанкур-и-Молина, полное имя Августин Хосе Педро дель Кармен Доминго де Канделария де Бетанкур-и-Молина (исп. Agustín José Pedro del Carmen Domingo de Candelaria de Betancourt y Molina; 1 февраля 1758 — 14 (26) июля 1824) — испанский, затем российский государственный деятель и учёный, генерал-лейтенант русской службы, архитектор, строитель, инженер-механик и один из организаторов транспортной системы Российской империи.

## Биография
Августин де Бетанкур родился 1 февраля 1758 года в Испании в городе Пуэрто-де-ла-Крус на острове Тенерифе, в семье, родоначальником которой был француз Жан де Бетанкур, в 1417 году объявивший себя королём Канарских островов.
Получив всестороннее научное образование в Париже, Бетанкур был отправлен испанским правительством в наиболее культурные страны Западной Европы для обозрения разных систем судоходства, каналов, паровых машин и тому подобного. Бетанкур успешно выполнил это поручение. В 1798 году на него было возложено устройство оптического телеграфа между Мадридом и Кадисом и организация в Испании корпуса инженеров путей сообщения. В 1800 году был назначен генерал-инспектором этого корпуса и членом совета финансового управления, а 1803 году — интендантом армий и главным директором почт.

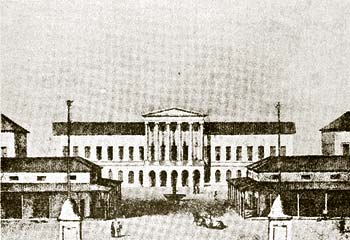
Гостиный двор Нижегородской ярмарки, фото середины XIX века (не сохр.)

Возникшие в Испании беспорядки заставили Бетанкура покинуть страну. Сначала он отправился в Париж, а в 1808 году — в Россию, где и был принят на службу в чине генерал-майора. Здесь ему было открыто широкое поприще для применения его познаний; он преобразовал Тульский оружейный завод, построил пушечный литейный дом в Казани, ввёл новые и улучшил старые машины на Александровской мануфактуре, построил здание Экспедиции заготовления государственных бумаг (где им лично придумана бо́льшая часть машин), громадный по тем временам московский экзерциргауз (крытый плац для проведения военных смотров, ныне — Манеж), гостиный двор Нижегородской ярмарки, первый мост через реку Неву с обустройством центральной набережной Санкт-Петербурга и разные другие здания и сооружения. Принимал участие в постройке Исаакиевского собора.
По проекту Бетанкура в Санкт-Петербурге был учреждён Институт Корпуса инженеров путей сообщения, куда он и был назначен генеральным инспектором. Институт был открыт 1 ноября 1810 года. Бетанкур внёс важный вклад в развитие российской системы высшего инженерного образования в XIX веке, которая отличалась сочетанием фундаментальной, общеинженерной и специальной подготовки. При составлении программы обучения в Институте он писал:

«Цель института снабдить Россию инженерами, которые, прямо по выходе из него, могли бы быть назначаемы к производству всяких работ в Империи».
С 1816 года Бетанкур занимал должность председателя комитета о городских строениях в Санкт-Петербурге, а в 1819 году стал директором Главного управления путей сообщения и по должности вошёл в состав Комитета министров Российской империи. На этом посту он служил до 2 августа 1822 года.
Был похоронен на Смоленском лютеранском кладбище в Петербурге.
В 1979 году прах А. А. Бетанкура и надгробный памятник перенесены в «Некрополь XVIII века» на Лазаревском кладбище Александро-Невской лавры.

## Семья
Жена (с 1790) — Анна Ивановна Журдан (ум. 1853), англичанка с французскими корнями.
В Петербурге Бетанкуры проживали в доме на набережной реки Фонтанки, д. 115. После смерти мужа, Анна Ивановна в 1826 году уехала с дочерьми из России, жила сначала в Брюсселе, а затем в Версале.
Дети:
- Каролина (ум. 1823),
- Аделина (ум. 1832 в Брюсселе)
- Матильда, была замужем за французским офицером графом Гарданна;
- сын — Альфонс (1805—1875), остался в России и дослужился до генерал-лейтенанта.

## Труды Бетанкура во главе Комитета строений и гидравлических работ
Именным указом Александра I от 3 мая 1816 года А. Бетанкур был назначен главой Комитета строений и гидравлических работ. В обязанности Комитета входила разработка предложений по планировке и застройке города, его районов, прокладке новых улиц и «выравниванию» старых, перепланировка существующих и организация новых площадей, размещение на них монументальных сооружений. Работавший под руководством Бетанкура Комитет утверждал проекты всех новых жилых и общественных зданий и разрабатывал для них «образцовые» проекты, осуществлял контроль за строительством не только в столице, но и во всей Российской Империи, а также наблюдал за возведением мостов, набережных и тротуаров.

### Деятельность в Санкт-Петербурге

#### Реконструкция центра Санкт-Петербурга
В 1816 году Бетанкур пригласил в Комитет строений и гидравлических работ Карла Росси, благодаря поддержке Бетанкура Росси в скором времени становится первым придворным архитектором. Кроме К. Росси в состав Комитета вошли А. Модюи, В. П. Стасов и А. А. Михайлов. А. Модюи наряду с А. А. Бетанкуром принимал деятельное участие в организации Комитета строений и гидравлических работ и в составлении программы его работы. Одной из ключевых проблем проектирования Модюи считал разработку генерального плана города. В Комитете для строений и гидравлических работ Бетанкур отвёл Модюи роль составителя генерального плана города и отдельных его частей. Благодаря организационному таланту Бетанкура, несмотря на значительные различия градостроительного мышления архитекторов, в Комитете по строению был сформирован творческий союз Стасова, Модюи и Росси. При непосредственном руководстве Бетанкура, трудами членов Комитета, в Санкт-Петербурге реконструируется Дворцовая площадь, преображается Сенатская и создаются Суворовская и Румянцевская площади, ансамбль площади Островского и улицы Зодчего Росси. В. П. Стасов проектирует здание казарм Лейб-гвардии Павловского полка, А. А. Михайловым разработан план реконструкции Петербургской стороны. К. Росси строит административные здания Главного штаба и Министерства иностранных дел и финансов с Триумфальной аркой — величественным памятником Отечественной войны 1812 года, проектирует ансамбль зданий Сената и Синода, возводит здание Александринского театра и ансамбль зданий на улице Зодчего Росси и площади Ломоносова. Строит здание Публичной библиотеки, застраивает ансамбль вокруг Михайловского дворца, проектирует архитектурно единую застройку целых улиц и площадей общественными и жилыми зданиями и возводит много других сооружений, в том числе осуществляет реконструкцию Невского проспекта.
В 1819 году появился «План Бетанкура», первый топографический план Санкт-Петербурга, составленный с использованием геодезических приборов Девятиным А. П. План стал основой строительного развития Санкт-Петербурга на многие годы. Под руководством Бетанкура вверенный ему комитет подготовил «Проект о каменном и деревянном строении».
Под руководством Бетанкура создается сеть чугунных мостов: Пантелеймоновский мост через реку Фонтанку, Инженерный, Садовый, Театральный, Конюшенный через Мойку, мосты через Лебяжью канавку, определившая современный облик Санкт-Петербурга./

#### Строительство Исаакиевского собора (СПб)
Исаа́киевский собо́р — крупнейший православный храм Санкт-Петербурга.
В 1816 году Александр I поручил заняться подготовкой проекта перестройки Исаакиевского собора Бетанкуру, председателю только что образованного «Комитета по делам строений и гидравлических работ». Бетанкур предложил поручить проект молодому архитектору Огюсту Монферрану, незадолго до этого приехавшему из Франции в Россию. Бетанкур представил Александру I подготовленные Монферраном 24 рисунка зданий различных архитектурных стилей (впрочем, технически никак не обоснованных). Императору рисунки понравились, и вскоре был подписан указ о назначении Монферрана «императорским архитектором». Одновременно ему поручалась подготовка проекта перестройки Исаакиевского собора с условием сохранить алтарную часть существующего собора.
Руководство строительством возлагалась на специальную комиссию, в которой на А. Бетанкура было возложено руководство собственно строительными работами, решение всех технических вопросов и руководство действиями архитектора.
Бетанкуру принадлежат технические решения, использованные при устройстве фундамента собора и установке колонн четырёх портиков собора. Работы по сооружению фундамента начались в 1818 году. Под новые части фундамента были вырыты траншеи, из которых выкачивали воду. Затем в грунт вертикально вбивали просмолённые сосновые сваи диаметром 26—28 см и длиной 6,5 м. Расстояние между сваями в точности соответствовало их диаметру. Сваи забивали в землю тяжёлыми чугунными бабами с помощью во́ротов, приводимых в движение лошадьми. По каждой свае делали десять ударов. Если после этого свая не входила в землю, то её с разрешения смотрителя обрезали. После этого все траншеи были соединены между собой и залиты водой. Когда вода замёрзла, сваи были спилены под один уровень, рассчитанный от поверхности льда. По словам Монферрана, под фундамент было забито 12 130 еловых свай. В общей сложности только сооружение фундамента заняло около пяти лет, всего под фундамент было забито 10 762 сваи.
Систему подъёма и установки колонн для Исаакиевского собора Бетанкур разработал в 1822 году, до приостановки строительства собора. Разработанные на основании проекта Бетанкура чертежи лесов были утверждены комиссией 15 июня 1828 года. Для подъёма колонн и установки их на портиках были построены специальные леса, состоящие из трех высоких пролётов, образованных четырьмя рядами вертикальных стоек, перекрытых сверху балками. По сторонам — 16 чугунных воротов с рычагами (кабестанов). Обшитую войлоком и циновками колонну обвязывали корабельным канатом и вкатывали в один из пролётов. Концы канатов через систему блоков закрепляли на кабестанах. Установка одной 17-метровой колонны весом 114 тонн занимала около 45 минут. Первая из 48 колонн портиков была установлена 20 марта 1828 года, последняя — 11 августа 1830 года.

#### Использование идей Бетанкура при строительстве Александровской колонны
Александровская колонна — монумент, воздвигнутый архитектором Огюстом Монферраном по указу императора Николая I. Открытый конкурс был официально объявлен от имени императора Николая I в 1829 году с формулировкой в память о «незабвенном брате».
Монферран сравнительно долгое время трудился под руководством А. Бетанкура. Бетанкур спроектировал леса и механизмы для подъёма колонн Исаакиевского собора, которые были реализованы Монферраном. На основе этих лесов и механизмов Монферран создал систему механизмов, с помощью которой установил в 1832 году Александровскую колонну на Дворцовой площади. Подъём состоялся 30 августа 1832 года. Для приведения гигантского монолита в вертикальное состояние потребовалось привлечь силы 2000 солдат и 400 рабочих, которые установили монолит на место за 1 час 45 минут.

### Деятельность в Нижнем Новгороде
Весна 1817 года: прибыл в Нижний Новгород будучи начальником Комитета строений и гидравлических работ для экспертизы проекта строительства Нижегородской ярмарки. Утвердил выбранное для строительства место, однако не согласился с архитектурным решением, в связи с чем принялся за проектирование ярмарочного ансамбля и системы коммуникаций самостоятельно.
3 ноября 1817 года: решением Комитета министров Российской империи получил в «единственное и независимое распоряжение… всю строительную часть означенной ярмарки». Целью строительства имел создание лучшего торгового комплекса в Европе, «производством которого я полагаю оказать истинную заслугу России».
Весна 1818 года: закладка ярмарочных строений. С этого момента и до 1822 года (открытие ярмарочных торгов) Бетанкур проводил в Нижнем Новгороде каждое лето и лично руководил работой на всех стадиях строительства.
1819 год: лично разрабатывает проект реконструкции нижней части города.
1823 год: разрабатывает (совместно с В. И. Гесте) Генеральный план будущего развития Нижнего Новгорода, высочайше утверждённый в январе 1824 года.

## Достижения в технике и естествознании
- Создал Мадридский Королевский Кабинет Машин, единственную в Европе техническую коллекцию такого масштаба. Кабинет создавался во Франции в течение шести лет и был вывезен в Испанию в 1791 году. Общее число экспонатов кабинета составляло 728 позиций, в том числе: 270 моделей, 359 планов и 99 мемуаров[20].
- После осмотра в Лондоне в 1788 г паровой машины двойного действия Джеймса Уатта, раскрыл принцип её действия, представил в Академию наук описание, изготовил действующую модель[21].
- В Лондоне Бетанкур занялся проектированием паровых машин и механической трансмиссией для очистки дна рек и каналов. В результате была спроектирована первая паровая драга. За этот проект от Общества поощрения искусства, промышленности и торговли Бетанкур получил премию, затем два специальных приза от Королевского сельскохозяйственного общества в Лондоне, избравшего его своим почётным членом. Сконструированная Бетанкуром драга в 1812 году была изготовлена по чертежам Бетанкура на Ижорском заводе и использовалась для углубления акватории Кронштадтского порта и подготовки фарватера между Кронштадтом и Санкт-Петербургом. Драга представляла собой первый в мире экскаватор, производительность которого в 50 раз превышала показатели лучших европейских дноуглубительных машин[22].
- В середине 80-х годов, живя во Франции, Бетанкур, под влиянием Абрахама Луи Бреге, начал интересоваться передачей информации на расстояние. Приехав в Испанию в 1787 году, он, с помощью лейденских банок, передал сигнал на 70 километров — от Мадрида в летнюю резиденцию испанских королей Аранхуэс, впервые применив для этой цели электрический разряд. В начале 90-х годов Бетанкур, вместе с А. Бреге, разработал систему оптического телеграфа, признанную Парижской академией наук лучшей из всех существующих[23].
- В 1813 году по проекту Бетанкура был построен первый постоянный мост через Малую Невку. Машины, конструкции и все приспособления для строительства деревянного арочного моста были созданы под руководством Бетанкура (изготовлены в мастерских Института)[22].
- 1814 г. по проекту Бетанкура изготовлены паровая машина и станки для чистовой обработки оружейных стволов на заводе Чарльза Берда в Санкт-Петербурге[24]
- В 1816 г. по проекту Бетанкура был построен первый в России паровой лесопильный завод на Охте в Санкт-Петербурге. Паровая машина и другое оборудование по заказу Бетанкура были изготовлены на заводе Чарльза
Берда. Предложенная Бетанкуром схема устройства паровых лесопильных заводов применялась в России вплоть до XX в[24].
- В 1817 году завершено сооружение безопорного деревянного перекрытия шириной 45 м в Московском манеже. По размерам, конструкции и архитектуре Манеж не имел тогда равных в Европе[24].
- В 1816—1818 гг. Бетанкур сконструировал паровые машины для бумагоделательного и типографского отделений фабрики Экспедиции заготовления государственных бумаг. Паровые машины были впервые использованы в бумажной промышленности. Был разработан специальный рецепт бумаги из русской пеньки и льняного тряпья, предложены рисунки купюр ассигнаций и разработан особая техника нанесения их на бумагу. Были разработаны и изготовлены нумерационная и грифовальная машины[24].
- Бетанкур осуществил инспекцию и разработал план реконструкции Вышневолоцкой, Мариинской и Тихвинской водных систем, который был осуществлен в конце 1810—1820-х гг.
- В 1822 году Бетанкур разработал леса и механизмы для подъёма и установки колонн для Исаакиевского собора. Позже, на основе предложенной Бетанкуром конструкции Монферран создал систему конструкций для подъёма Александровской колонны[24].
- в 1809—1824 гг. в России сформировалась инженерная школа А. А. Бетанкура, которая представляла собой систему взглядов на научно-техническое, инженерное обеспечение прогрессивного поступательного развития России, а также сообщество специалистов, учёных и инженеров, участвовавших в решении широкого круга строительных и транспортных проблем[24].

### Основные научные труды
- «О расширительной силе паров» (Париж, 1790);
- «О новой системе внутреннего судоходства» (Париж, 1807);
- «Руководство к составлению машин» (совместно с мексиканским математиком Х. М. де Ланцем, Париж, 1808 г., 1-е издание; 1819 г., 2-е издание; 1840 г., 3-е издание, посмертное).

## Работы Бетанкура

### 1810 год: Девушка с кувшином
«Девушка с кувшином» — фонтан в Екатерининском парке Царского Села в Санкт-Петербурге (автор проекта — Августин Бетанкур, скульптор — Павел Соколов), памятник садово-парковой архитектуры и скульптуры начала XIX века федерального и международного значения.
Фонтан был построен в 1810—1816 годах на склоне между Гранитной террасой, построенной в 1810 году Л. Руска и Большим прудом Екатерининского парка. Бетанкуру принадлежат проект системы водоснабжения и водоотведения, установка пьедестала и каменного спуска к основанию, а также выбор места для установки скульптуры. Фонтан был запущен в 1810 году, к столетию Царского Села. Соколов не успел к этому времени перевести скульптуру в бронзу, и фонтан был открыт с изготовленной Павлом Соколовым алебастровой моделью скульптуры. Установка бронзового изображения состоялась в 1816 (по другим данным, бронзовая скульптура появилась только в 1817 году). Бетанкур был восхищён скульптурой Павла Соколова. Специально для испанского инженера (и по его просьбе) скульптор изваял мраморную копию.

### 1817 год: Московский Манеж
Московский Манеж — крытое помещение для военных упражнений в холодную и ненастную погоду, монументальное здание в стиле классицизма, было выстроено в Москве в 1816—1817 годах по проекту А. Бетанкура.
В 1816 году Александр I отдал распоряжение о строительстве в Москве экзерциргауза для строевой подготовки войск численностью до двух тысяч человек. В 1817 году работа над Манежем была поручена архитектору Августину Бетанкуру. Ему предстояло спроектировать огромное здание, где бы мог свободно маневрировать конный полк. Уникальная конструкция стропил и 30 деревянных ферм позволила сделать здание 45 метров шириной без внутренних опор, с поддержкой только за счёт стен. Для того времени это было уникальное инженерное решение. Площадь построенного Манежа составила около 7,5 тыс. м², он вмещал более 2 тыс. человек.
30 ноября (12 декабря) 1817 года, в пятилетнюю годовщину победы над Наполеоном, экзерциргауз был торжественно открыт в присутствии императора и при параде войск.
В 1819 г. Бетанкур опубликовал в Петербурге монографию под названием «Описание Московского Дома для Упражнений», сопроводив текст чертежами и рисунками.

### Комплекс зданий Экспедиции заготовления государственных бумаг
В 1813 г. министр финансов Д. А. Гурьев поручил А. А. Бетанкуру организацию «фабрики делания ассигнационных листов и прочих гербовых бумаг». Разработанный Бетанкуром проект был утверждён 4 марта 1816 г. Реализация проекта также была поручена А. А. Бетанкуру. Он выбрал территорию для строительства нового предприятия в районе реки Фонтанки (Фонтанки наб., 144) и руководил всеми работами по возведению производственных и жилых зданий, сооружений и созданию технологических линий. Строительство нового заведения, которое стало называться Экспедицией Заготовления Государственных Бумаг, продолжалось два года.

### Церковь св. Георгия Победоносца на Большеохтинском кладбище
По проекту А. А. Бетанкура была перестроена церковь святого Георгия Победоносца на Большеохтинском кладбище в Санкт-Петербурге. Церковь была построена на месте сгоревшего храма. Средства на возобновление храма пожертвовал гр. П. А. Шувалов. Возобновлённый храм освятили 7 сентября 1823 г. Храм закрыт 21 октября 1935 г. и приспособлен под рабочую столовую, а через три года снесён.

### Каменноостровский мост
Каменноостровский мост через Малую Невку в Санкт-Петербурге располагается в створе Каменноостровского проспекта и соединяет Аптекарский и Каменный острова. Первый в России арочный мост на деревянных опорах и каменных устоях по проекту А. А. Бетанкура был сооружён в 1811—1813 годах на месте существовавшего наплавного моста. Мост являлся выдающимся достижением инженерной мысли того времени. Арки моста были сделаны из брусьев, связанных зубьями. Мост на свайных опорах имел 7 пролетов. Подпятные части опор моста в дальнейшем были перестроены: поверх свай установлены чугунные капители на просмолённом войлоке. Его стали называть Бетанкуровским. Мост прослужил 48 лет.

### Исаакиевский наплавной мост
Исаакиевский наплавной мост — несохранившийся наплавной мост через Неву в Санкт-Петербурге. К началу 1820-х годов, после формирования ансамбля Сенатской площади, возникла необходимость переустройства наплавного Исаакиевского моста, устроенного в 1733 году. В 1819—1821 годах по проекту и под руководством А. А. Бетанкура были построены каменные береговые устои, облицованные гранитом, и лестничные спуски к воде. В ноябре 1821 года мост был открыт после реконструкции. 7 ноября 1824 года во время наводнения мост был разрушен.
В 1991 году по проекту архитектора В. М. Иванова на Университетской набережной была установлена мемориальная доска:
«Здесь находился первый в городе наплавной Исаакиевский мост. Береговые устои сооружены в 1819—1821 гг. по проекту инженера А. А. Бетанкура. 1727—1916»
- Фонтан «Девушка с кувшином» в действии

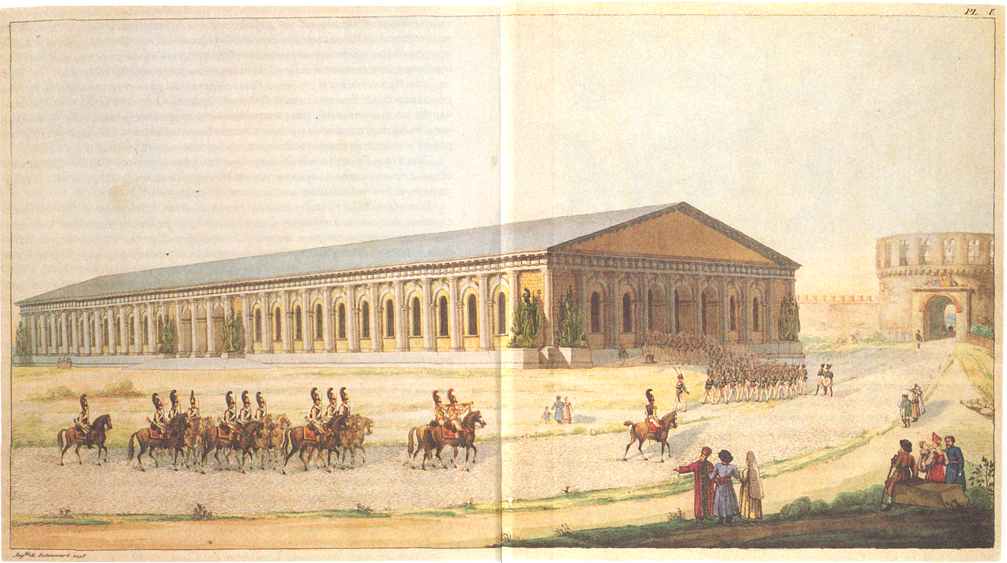
«Московский Манеж. Вид со стороны Моховой ул.», акварель Августина Бетанкура. Ок. 1817 года
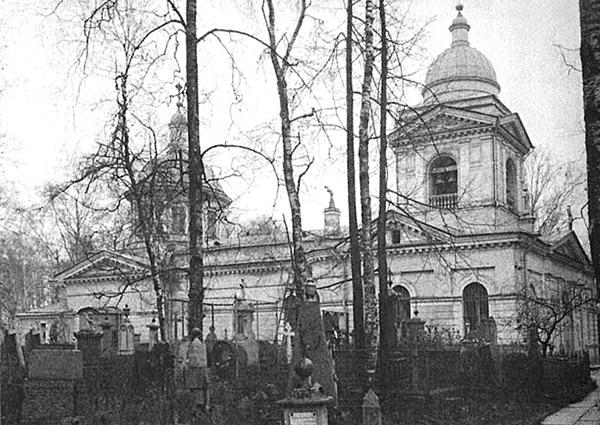
Церковь Святого Георгия Победоносца (1817—1860), А. А. Бетанкур, К. А. Кузьмин, не сохранилась
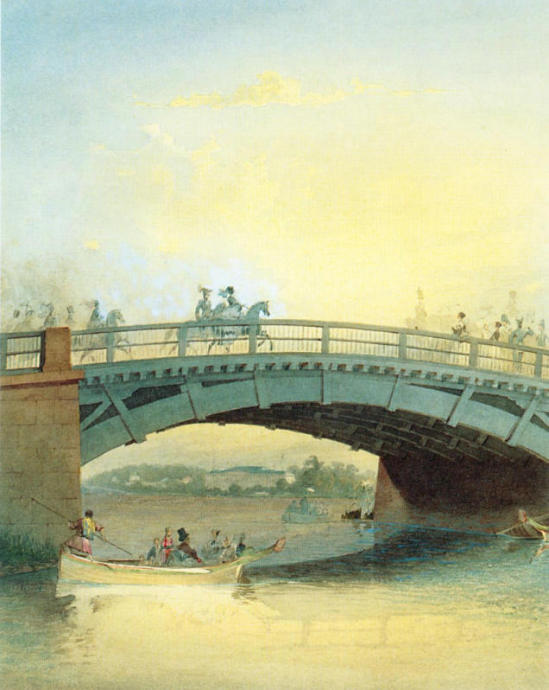
Каменноостровский мост в 1830-е
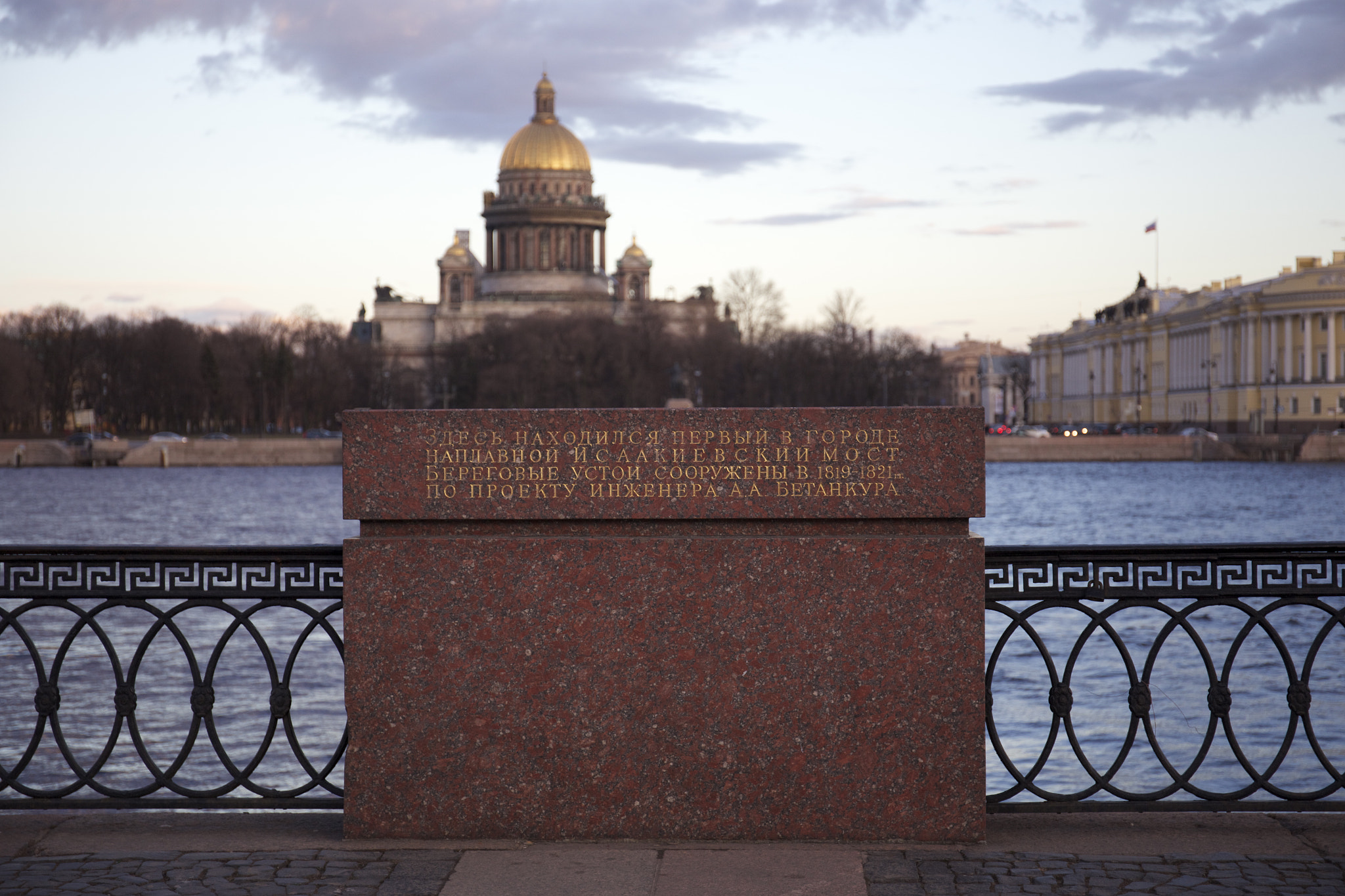
Мемориальная доска на устоях Исаакиевского моста на Университетской набережной

## Награды
- Удостоен ряда высших российских орденов, до ордена Святого Александра Невского включительно (1811).
- За образцы ассигнаций номиналом 100, 50, 25, 10 и 5 руб., разработанные А. А. Бетанкуром и А. Н. Хованским в 1818 году, император Александр I пожаловал А. А. Бетанкуру орден Святого Владимира 2-й степени.

## Память
- Именем Бетанкура названа улица в Нижнем Новгороде, на которой расположен построенный по его плану Староярмарочный собор.
- 27 июля 1995 года Министерство путей сообщения России учредило памятную медаль имени Бетанкура, которой награждаются специалисты за выдающийся личный вклад в развитие транспортного образования.
- 24 июня 2003 года в Санкт-Петербурге был открыт памятник А. Бетанкуру. Памятник установлен в сквере на Обуховской площади перед корпусом Петербургского государственного университета путей сообщения. В церемонии открытия памятника принял участие наследный принц Испании дон Фелипе Астурийский[40]. Авторы памятника — скульптор В. Э. Горевой, архитекторы В. В. Попов и Ю. А. Никитин. Материал — бронза. Высота полуфигуры — 150 см, высота постамента — 300 см[41].
- В ноябре 2009 года в связи с 200-летием Петербургского государственного университета путей сообщения имя А. Бетанкура присвоено скорому фирменному поезду № 25/26 «Смена» сообщением Москва — Санкт-Петербург; поезд курсирует под двойным названием.
- 24 ноября 2017 г. Топонимическая комиссия при Губернаторе Санкт-Петербурга приняла решение рекомендовать градоначальнику утвердить наименование строящегося моста через Малую Неву и Серный остров мостом Бетанкура[42]. 29 марта 2018 г. постановлением № 230 Правительства Санкт-Петербурга мосту было присвоено наименование «мост Бетанкура»[43][44].
- Памятник Бетанкуру установлен в его родном городе Пуэрто-де-ла-Крус на Тенерифе.
- Проводятся Бетанкуровские международные инженерные форумы[45].
- В 2003 г. по инициативе Высшей школы Петербурга именем А. Бетанкура названа малая планета Солнечной системы N 11446[30].
- В честь Бетанкура названа НКО фонд культурных проектов и исторического наследия Нижегородской области «БЕТАНКУР», основанная в марте 2019 года[46].

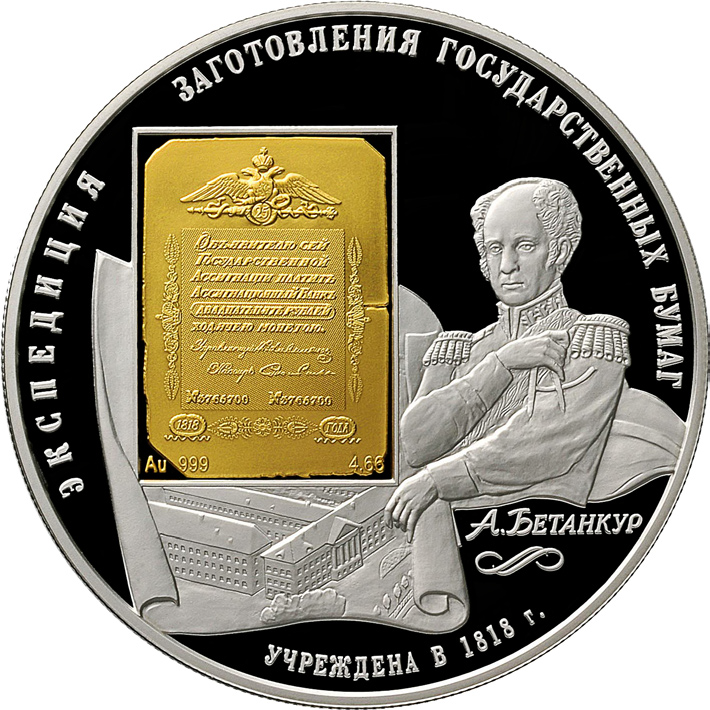
Памятная монета Банка России с портретом А. Бетанкура, серебро-золото, 25 рублей, 2008 г.
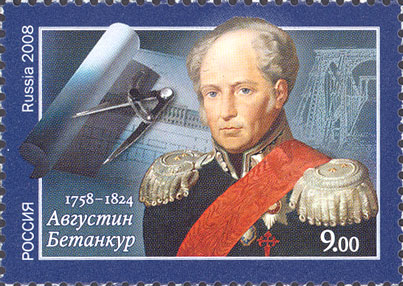
Почтовая марка России к 250-летию со дня рождения Августина Бетанкура  (ЦФА [АО «Марка»] № 1220)
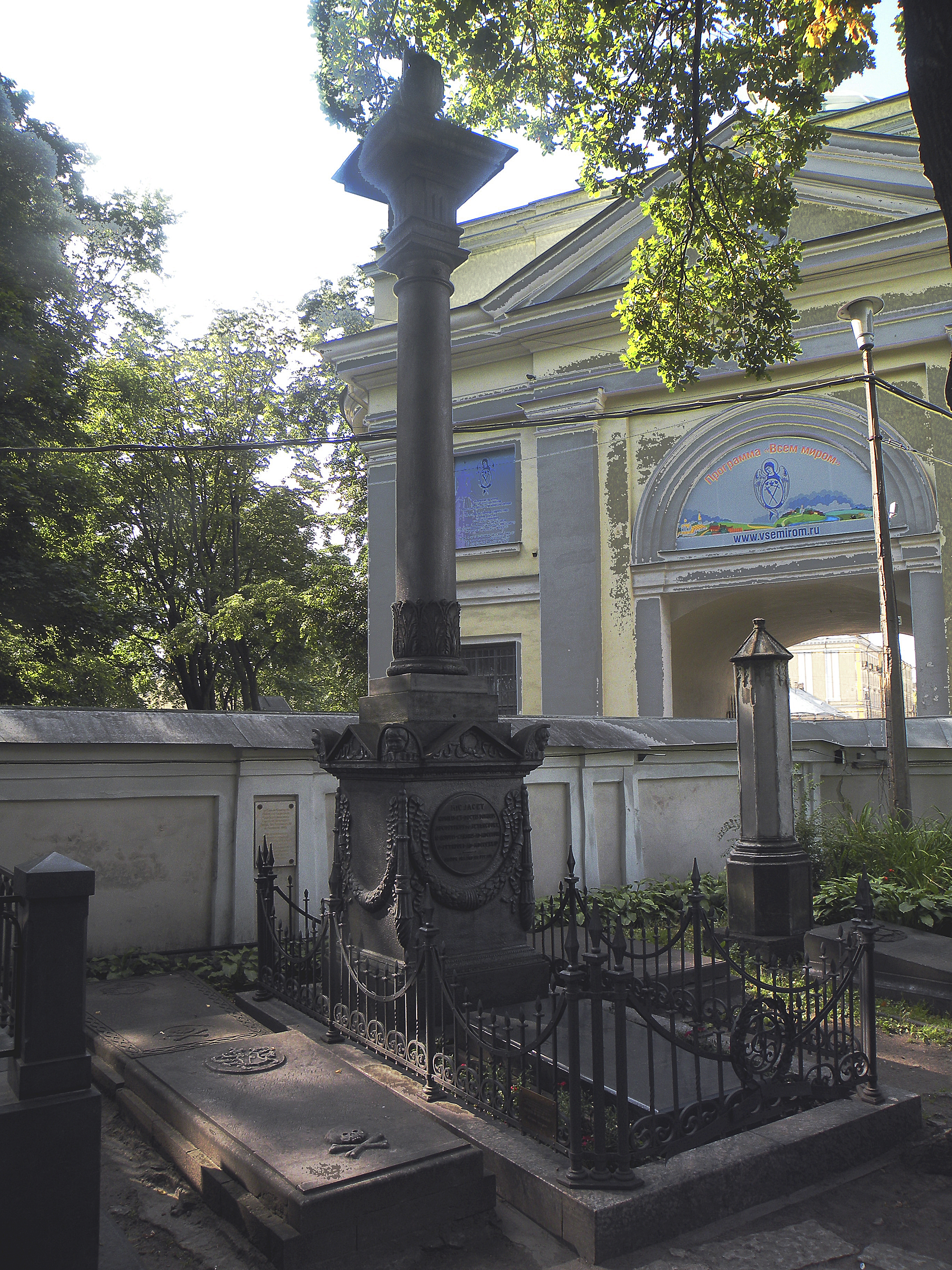
Могила А. А. Бетанкура на Лазаревском кладбище Александро-Невской лавры в Санкт-Петербурге
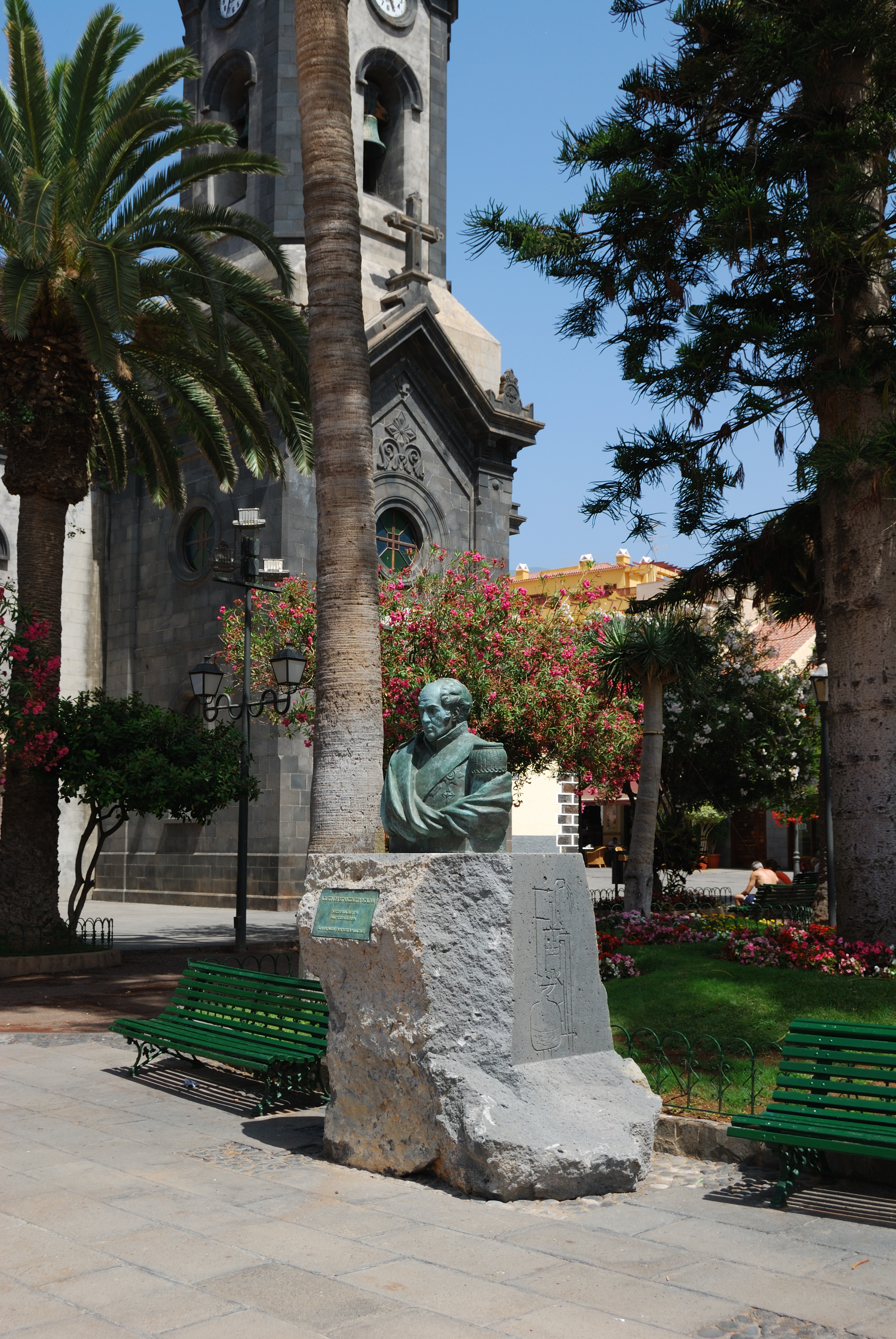
Памятник Августину Бетанкуру в Пуэрто-де-ла-Крус, Тенерифе, Испания
Памятник А. Бетанкуру в Санкт-Петербурге